# قرة قويونلو (أرومية)
قرة قويونلو هي قرية في مقاطعة أرومية، إيران. عدد سكان هذه القرية هو 22 في سنة 2006.